# Cissusa mucronata
Cissusa mucronata är en fjärilsart som beskrevs av Augustus Radcliffe Grote 1883. Cissusa mucronata ingår i släktet Cissusa och familjen nattflyn. Inga underarter finns listade i Catalogue of Life.